# Igor Miličić
Igor Miličić (Slavonski Brod, 9 giugno 1976) è un allenatore di pallacanestro ed ex cestista croato con cittadinanza polacca, commissario tecnico della nazionale polacca.

## Carriera

### Giocatore

#### Club
Miličić è stato uno dei giocatori più talentuosi delle squadre giovanili di Spalato negli anni '90. Come playmaker titolare è stato uno dei leader della Croazia under 18 che ha vinto l'argento al Campionato FIBA Europe Under-18 del 1994. Dopo aver subito un grave infortunio e un lungo periodo di recupero, si è trasferito nel campionato polacco. In Polonia è diventato uno dei migliori giocatori del campionato.

#### Nazionale
Miličić è stato convocato nella nazionale maschile di pallacanestro della Croazia nel febbraio 1998 per una partita di qualificazione a FIBA EuroBasket 1999 contro i Paesi Bassi. Questa è stata l'unica volta in cui è stato nel roster, senza apparire in campo.

### Allenatore

#### Club
Miličić si è ritirato nel 2013 come giocatore dell'AZS Koszalin ed è rimasto nello stesso club come assistente allenatore di Zoran Sretenović. Dopo una serie di risultati negativi e cambi di guida tecnica, è stato nominato capo allenatore del club. Sotto la gestione di Miličić, la squadra ha vinto nove delle ultime dieci partite della stagione 2013-14, raggiungendo i play-off. Nella stagione successiva, ha portato la squadra al 3º posto in classifica, prima dei play-off. 
Ha in seguito vinto tre campionati polacchi: due alla guida dell'Anwil Włocławek ed una dello Stal Ostrów Wielkopolski, affermandosi come uno dei migliori allenatori della Polonia.
Nel dicembre 2022 Miličić ha rilevato la panchina del Beşiktaş, militante nella massima serie turca, rescindendo il contratto nel giugno dell'anno successivo. 
Il 16 giugno 2023 ha firmato con il Napoli Basket in Serie A. Il 18 febbraio 2024, ha vinto la Coppa Italia, superando in finale l'Olimpia Milano. Il 17 novembre dello stesso anno, è stato esonerato dal club partenopeo al termine della sconfitta interna contro l'Universo Treviso.

#### Nazionale polacca
Miličić ha assunto la guida della nazionale di basket maschile polacca nel 2021. Ha portato la Polonia al quarto posto ad EuroBasket 2022, sconfiggendo a sorpresa la Slovenia nei quarti di finale.

## Vita privata
I figli di Miličić, Igor Jr. (nato nel 2002), Zoran (nato nel 2006) e Teo (nato nel 2008), giocano tutti con successo a basket. Igor Jr. ha giocato al Campionato Europeo FIBA U20 e ha debuttato nella nazionale maggiore della Polonia.

## Palmarès

### Giocatore
- Campionato polacco: 1

Prokom Sopot: 2007-08
- Coppa del Belgio: 1

Mons-Hainaut: 2006
- Coppa di Polonia: 3

Prokom Sopot: 2001, 2008
AZS Koszalin: 2010

### Allenatore
- Campionato polacco: 3

Włocławek: 2017-18, 2018-19
Stal Ostrów: 2020-21
- Coppa di Polonia: 2

Włocławek: 2020
Stal Ostrów: 2022
- Supercoppa polacca: 2

Włocławek: 2017, 2019
- Coppa Italia: 1

Napoli Basket: 2024